# Zdzisław Grudzień (1924–1982)
Zdzisław Grudzień (ur. 6 października 1924 w Escaudain we Francji, zm. 30 stycznia 1982 w Głębokiem) – polski polityk, działacz partyjny, komunista, górnik, absolwent AGH.

## Życiorys
Kolega Edwarda Gierka z Belgii i Francji, gdzie przed II wojną światową pracował jako górnik. W 1942 wstąpił do Francuskiej Partii Komunistycznej. Podczas wojny uczestniczył w ruchu oporu na terenie Francji – był współorganizatorem Związku Młodzieży Polskiej „Grunwald”.

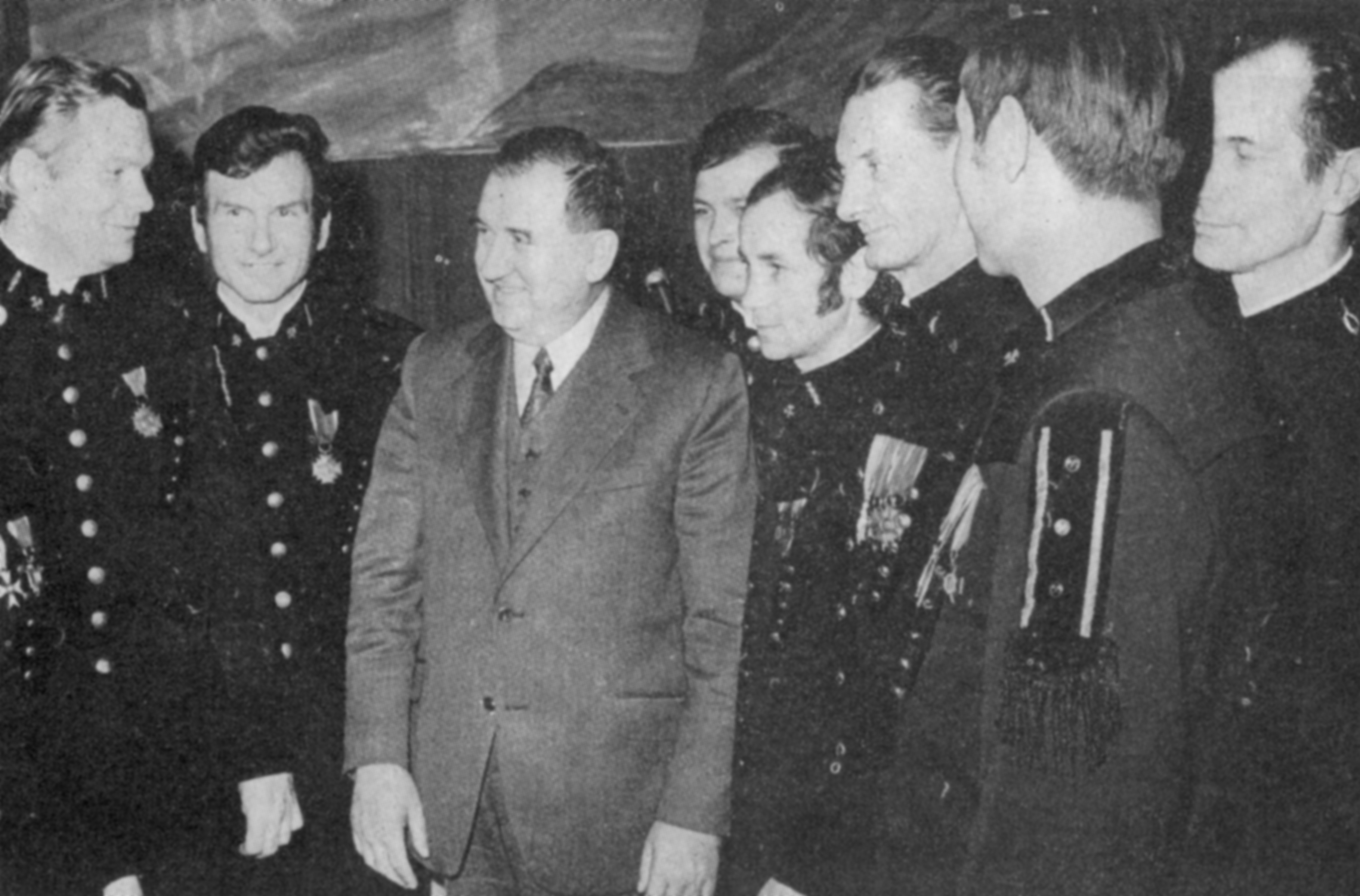
Zdzisław Grudzień na spotkaniu z pracownikami kopalni Sosnowiec w 1973 roku

W 1946 wrócił do Polski i wstąpił do Polskiej Partii Robotniczej (zasiadał w egzekutywie jej Komitetu Powiatowego w Wałbrzychu), Związku Walki Młodych, a następnie do Związku Młodzieży Polskiej. W latach 1949–1950 był słuchaczem Centralnej Szkoły Partyjnej im. J. Marchlewskiego w Łodzi przy KC PZPR. Od 1957 pełnił ważne funkcje w Komitecie Wojewódzkim Polskiej Zjednoczonej Partii Robotniczej w Katowicach: kierownika Wydziału Propagandy (do 1960), sekretarza KW (1960–1970) oraz I sekretarza KW (1970–1980). Od 1973 do 1980 kierował prezydium Wojewódzkiej Rady Narodowej. Pełnił także funkcje we władzach PZPR: członka Komitetu Centralnego PZPR (1964–1981), zastępcy członka Biura Politycznego KC PZPR (1971–1975) i członka Biura Politycznego (1975–1980).
W latach 1965–1981 poseł na Sejm PRL (IV, V, VI, VII i VIII kadencji). 
W czerwcu 1981 został wykluczony z PZPR, w następnym miesiącu złożył mandat poselski. W lipcu 1981 został pozbawiony przez Radę Państwa PRL Orderu Budowniczych Polski Ludowej. Po wprowadzeniu stanu wojennego internowany wraz z Edwardem Gierkiem, Piotrem Jaroszewiczem i innymi czołowymi politykami lat 70. na terenie poligonu wojskowego w Drawsku Pomorskim; schorowany zmarł z powodu nieudzielenia pomocy medycznej.

## Życie prywatne
Syn Stefana i Józefy. Był bratem Mieczysława Grudnia – działacza PZPR, generała dywizji ludowego Wojska Polskiego. Był żonaty z Rozalią Grudniową z domu Dźwierżyńską (zmarłą w 1975), długoletnią pracownicą przedsiębiorstwa handlu zagranicznego „Stalexport”, odznaczoną m.in. Krzyżem Kawalerskim Orderu Odrodzenia Polski, Złotym odznaczeniem im. Janka Krasickiego, Medalem 30-lecia Polski Ludowej, Złotą odznaką „Zasłużonemu w rozwoju województwa katowickiego” oraz Odznaką „Zasłużony pracownik handlu zagranicznego".

## Odznaczenia
- Order Budowniczych Polski Ludowej (1974, pozbawiony w 1981)[2]
- Order Sztandaru Pracy I klasy
- Order Sztandaru Pracy II klasy (1964)[3]
- Krzyż Oficerski Orderu Odrodzenia Polski (1954)[4]
- Krzyż Partyzancki
- Medal 10-lecia Polski Ludowej (1955)[5]
- Medal 30-lecia Polski Ludowej (1974)[6]
- Medal Komisji Edukacji Narodowej (1973)[7]
- Odznaka „Zasłużony Działacz Kultury Fizycznej” (1965)[8]
- Odznaka tytułu honorowego „Zasłużony Górnik Polskiej Rzeczypospolitej Ludowej” (1978)[9]
- Złoty Medal „Za zasługi dla obronności kraju”
- Srebrny Medal „Za zasługi dla obronności kraju”
- Brązowy Medal „Za zasługi dla obronności kraju”
- Odznaka 1000-lecia Państwa Polskiego (1963)[10]
- Złota odznaka „Za zasługi dla województwa warszawskiego” (1971)[11]
- Złota odznaka „Zasłużonemu w rozwoju województwa katowickiego”
- Odznaka Honorowa Związku Harcerstwa Polskiego (1969)[12]
- Złoty Znak Związku Ochotniczych Straży Pożarnych (1974)[13]
- Złota honorowa odznaka Związku Zawodowego Chemików (1972)[14]
- Honorowa odznaka Zrzeszenia Studentów Polskich (1964)[15]
- Honorowa odznaka „Zasłużonym – Celma” (od zakładu Celma Cieszyn, 1970)[16]
- Honorowa odznaka Zasłużony Pracownik Huty „Florian” (1978)[17]
- Medal jubileuszowy „Trzydziestolecia zwycięstwa w Wielkiej Wojnie Ojczyźnianej 1941–1945” (Związek Radziecki, 1975)[18]
- Medal 90-lecia urodzin Georgi Dymitrowa (Bułgaria, 1972)[19]
- Medal 30-lecia wyzwolenia Czechosłowacji przez Armię Radziecką (Czechosłowacja, 1975)[20]
- Odznaka „Zwycięzca Socjalistycznego Współzawodnictwa Pracy” (Związek Radziecki, 1978)[21]